# John Jansen van Galen
John Jansen van Galen (Velp, 15 juli 1940) is een Nederlands journalist en schrijver.
Jansen van Galen studeerde in 1965 af in de politieke en sociale wetenschappen aan de Universiteit van Amsterdam waarna hij bijna drie jaar lang verslaggever was bij het Algemeen Handelsblad (in 1970 gefuseerd met de Nieuwe Rotterdamsche Courant tot NRC Handelsblad). In 1968 stapte hij over naar de Haagse Post (HP) waar hij in januari 1986 hoofdredacteur werd in een periode dat het al slecht ging met dat opinieweekblad. Hij zou daar hoofdredacteur blijven tot de praktisch failliete HP in 1990 fuseerde met het weekblad De Tijd, en verder ging onder de naam HP/De Tijd. In de periode 1969 tot 1985 was hij tevens actief bij de VPRO-radio. Jansen van Galen maakte daar onder andere reportages over Suriname. Voor zo'n reportage bezocht hij in 1970 voor het eerst dat land, waar hij later ook meerdere boeken over zou schrijven (zie de bibliografie).
Vanaf 1990 tot maart 2015 was hij presentator van het radioprogramma Met het Oog op Morgen van de NOS, eerst op de zaterdagavond en later op de zondagavond. Deze uitzendingen sloot hij altijd af met een gedicht. Naast het werk voor de radio schreef hij veel columns voor onder andere Het Parool, NRC Handelsblad en Natuurbehoud (kwartaalblad van Vereniging Natuurmonumenten). Zondag 1 maart 2015 presenteerde hij Met het Oog op Morgen voor de laatste keer. Hij spreekt regelmatig een column uit in het VPRO-radioprogramma OVT.
Momenteel is John Jansen van Galen guest researcher bij het Instituut voor Migratie en Etnische Studies (IMES; verbonden met de Universiteit van Amsterdam) waar hij werkt aan een project over de dekolonisatieprocessen bij de verschillende Nederlandse koloniën. Hij is redacteur van de tweewekelijkse opiniekrant Argus.
Jansen van Galen heeft boeken geschreven over (voormalige) Nederlandse koloniën, wandelen en politici; hij stelde ook een poëziebloemlezing samen.